# Dolmen von Tårnborg Gods

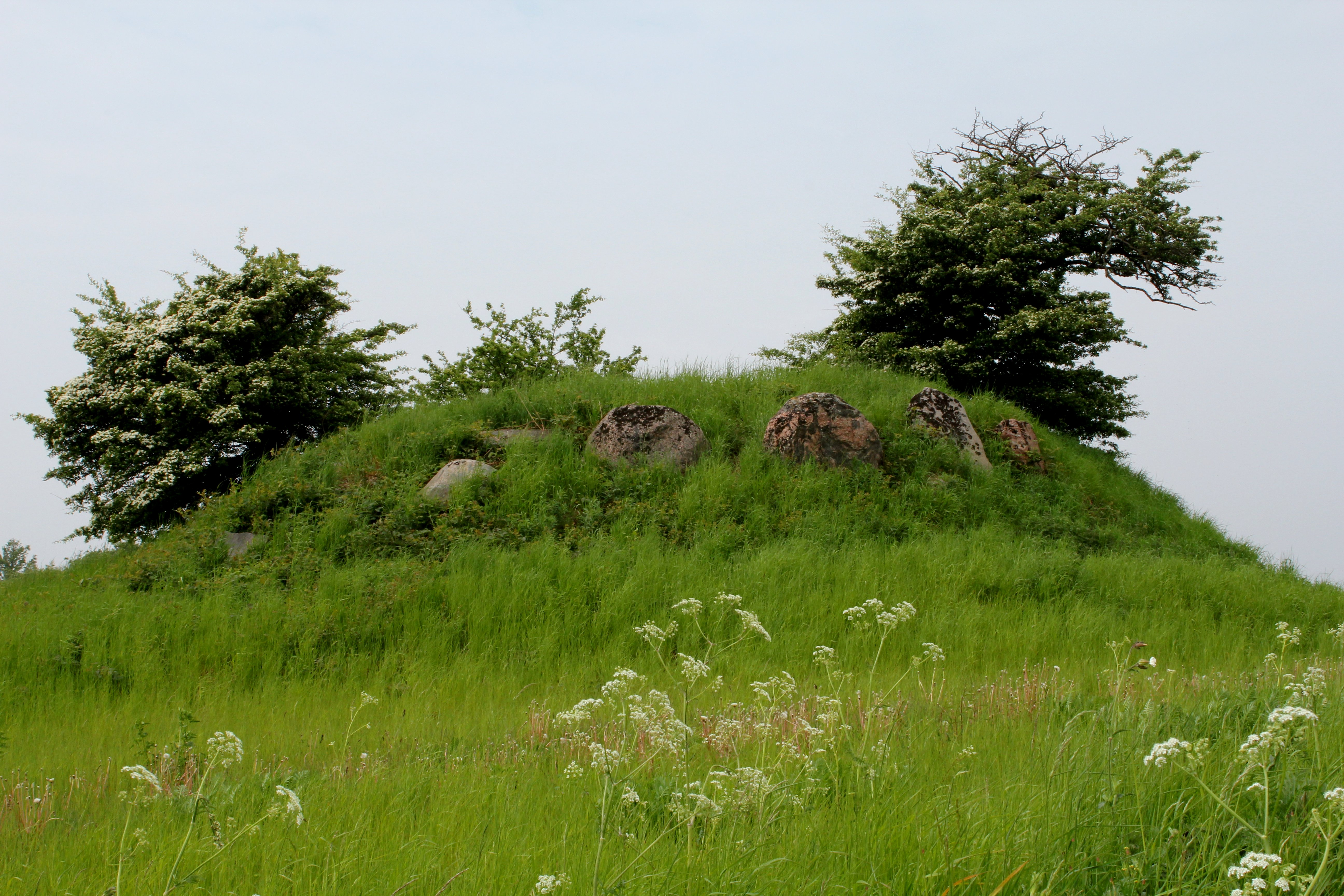
Runddysse Tårnborg Gods 1

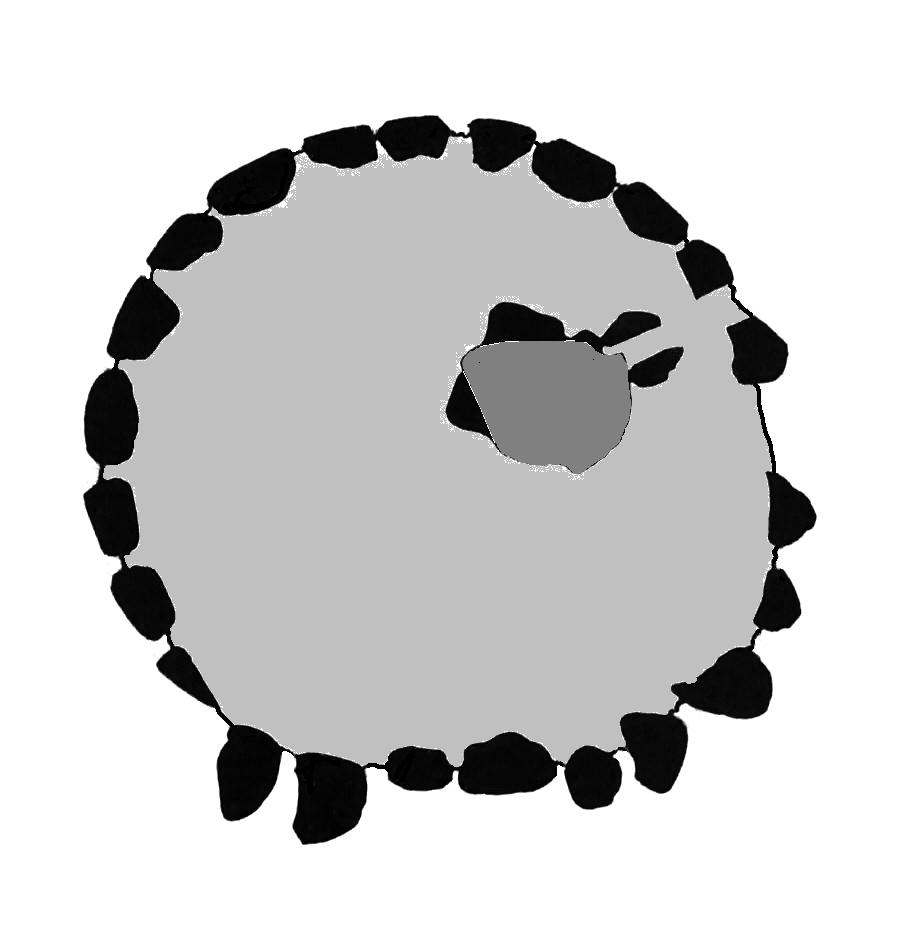
Grundriss eines Runddysse von oben gesehen, hier außermittige Kammer

Die Dolmen von Tårnborg Gods (auch Taarnborg oder Halskov genannt) bestehen aus drei Rund- und zwei Langdyssen, einem Steingrab und einer 1,5 m hohen Röse von 15,0 m Durchmesser, nördlich von Korsør auf der Insel  Seeland in Dänemark. Die Megalithanlage aus der Jungsteinzeit (nicht die Röse) wurde von der Trichterbecherkultur (TBK) zwischen 3500 und 2800 v. Chr. errichtet.

## Die Runddyssen
Runddysse 1 befindet sich 10 m von einer Schotterstraße und 300 m von der Straße E20 entfernt. Er ist etwa 2,0 m hoch  und hat etwa 12,0 m Durchmesser. Der Hügel ist bewachsen mit Brombeeren, Schlehen und Wildrosen. Es sind etwa 10 Randsteine erhalten. Die Oberseite ist uneben, Spuren einer Kammer fehlen.
Runddysse 2 befindet sich nordöstlich von Runddysse 1 etwa 25 m von einer Schotterstraße und 450 m von der Straße E20 entfernt. Es sind einige Randsteine und Spuren einer Kammer erhalten.
Runddysse 3 befindet sich nördlich von Runddysse 1, nahe der Bahnlinie und 900 m von der Straße E20 entfernt, neben den beiden Langdyssen. Der etwa 2,0 m hohe Hügel enthält Kammerreste, bestehend aus zwei langen Tragsteinen im Westen und Osten. Die Endsteine im Süden und Norden sind sehr schmal. Die Innenabmessungen betragen 1,4 × 0,6 m. Es gibt einige Randsteine.

## Die Langdyssen
Langdysse 1 befindet sich nördlich von Runddysse 1, nahe der Bahnlinie und 900 m von der Straße E20 entfernt. Erhalten sind in dem etwa 1,25 m hohen, 45,0 m langen und 7,0 m breiten Nordost-Südwest orientierten Hügel  etwa 16 Steine der Einfassung.  Die Kammer besteht aus zwei (von vier) Tragsteinen eines Urdolmens.
Langdysse 2 befindet sich nördlich von Runddysse 1, nahe der Bahnlinie und 900 m von der Straße E20 entfernt. Der West-Ost orientierte Langdysse besteht aus dem mittig liegenden, überbauten Rundhügel eines mutmaßlichen Ganggrabes von dem drei Decksteine aus dem Hügel ragen, den Resten der langen Einfassung  (etwa ein Dutzend Steine) von etwa 34 × 15 m und den vier Tragsteinen eines Urdolmens ohne Deckstein.